# Zamora de los Alcaides
Zamora de los Alcaides fue un antiguo asentamiento español de la época de la Colonia en Zamora Chinchipe, Ecuador. Fue capital de la gobernación de Yaguarzongo y una de las ciudades más importantes de su época en la Amazonia.
La autoría, fecha y ubicación exactas de su fundación todavía no están bien establecidas, pero la teoría más aceptada se le atribuye a Hernando de Barahona el 4 de octubre de 1549, cerca de Suapaca, en la confluencia de los ríos Zamora y Yacuambi. No se puede acreditar con exactitud si la información contribuida por los españoles de este poblado fue exacta o mera exagaración para engrandecer su presencia como solían hacer con otras poblaciones de la Región Amazónica fundadas en la época. 
Otras informaciones nos dan a conocer que su fundación fue llevada a cabo por los acompañantes del viaje de Barahona como Alonso de Mercadillo, Hernando de Benavente y por último Juan de Salinas el fundador de los poblados en la cuenca del río Mayo-Chinchipe en diferentes años y fechas. 

## Historia
Al principio estuvo al mando de su fundador y el descubrimiento de ricos yacimientos de oro en la región impulsó su desarrollo.
A partir de 1557 fue capital de la gobernación de Yaguarzongo; más tarde a consecuencia de una sublevación shuar que se produjo en 1599 cuando por ese entonces la ciudad contaba con iglesia, convento de los Padres Dominicanos y monasterio de las Carmelitas Descalzas, fue abandonada por sus habitantes, pero a pesar de haber sido incendiada pudo resistir gracias a la solidez de sus construcciones.
Pasados los primeros sustos volvieron algunos de sus habitantes para poblarla nuevamente, e hicieron un acuerdo con los shuar en el sentido de que ninguno se dedicaría a trabajar en la extracción de oro, actividad que quedaba exclusivamente para los indígenas.
Durante la existencia de este poblado sus habitantes cultivaron papayas, maní y frijoles. 
Durante muchos años fue solamente un olvidado poblado de indígenas que poco a poco fue desapareciendo tragado por la espesura de la selva, pero el 25 de enero de 1850, una expedición compuesta por los señores Pedro Coloma, Mariano Delgado, José Urgilés, Felipe Alvarado y Carlos González descubrió sus ruinas y poco tiempo después empezó su nuevo levantamiento.

## Conservación
Por el momento no queda casi nada de evidencia sobre las ruinas de esta ciudad pues las aguas del río Zamora han erosionado la mayor parte de sus edificaciones.